# Tằng Mỹ Huệ Tư
Tằng Mỹ Huệ Tư (tiếng Trung: 曾美慧孜, sinh ngày 3 tháng 10 năm 1988) tên tiếng Anh Chloe Maayan là một nữ diễn viên và đạo diễn Trung Quốc. Cô được đề cử tại Giải Kim Mã lần thứ 55 cho Nữ diễn viên chính xuất sắc nhất, và đã giành được Giải thưởng Điện ảnh Hồng Kông lần thứ 38 và Giải thưởng Hội phê bình Điện ảnh Hồng Kông lần thứ 25 cho Nữ diễn viên chính xuất sắc nhất với vai diễn trong Tam Phu.

## Tiểu sử
Tằng Mỹ Huệ Tư tên khai sinh là Tằng Vưu Mỹ. Từ nhỏ, cô đã học đàn tỳ bà, khiêu vũ, thanh nhạc... Năm 2004, cô được Lâu Diệp phát hiện và mời đóng bộ phim điện ảnh đầu tay Di Hòa Viên, hai năm sau cùng Phạm Băng Băng, Lương Gia Huy hợp tác đóng bộ phim Lạc lối ở Bắc Kinh, năm 2009 góp mặt trong phim Đại nghiệp kiến quốc. Năm 2018, Tằng Mỹ Huệ Tư tham gia diễn xuất trong bộ phim Đêm cuối cùng của địa cầu do Tất Cám biên kịch kiêm đạo diễn; cùng năm, cô đóng nữ chính trong phim Thời khắc của sao diêm vương, được trình chiếu lần đầu tiên tại liên hoan phim Cannes, trong phim Tằng Mỹ Huệ Tư thủ vai góa phụ trẻ Xuân Thái sống trên núi.

## Các phim đã tham gia

### Điện ảnh
| Năm  | Tên                           | Tên tiếng Trung  | Vai           | Gi chú |
| ---- | ----------------------------- | ---------------- | ------------- | ------ |
| 2006 | Di Hòa Viên                   | 颐和园           | Dongdong      |        |
| 2006 | A Big Potato                  | 别拿自己不当干部 | Zhao Xiaoling |        |
| 2007 | Lạc lối ở Bắc Kinh            | 苹果             | Xiao Mei      |        |
| 2009 | Gasp                          | 气喘吁吁         | Housemaid Ma  |        |
| 2016 | Songs of the Youth 1969       | 记得少年那首歌   |               |        |
| 2017 | Bitter Flowers                | 下海             | Dandan        |        |
| 2018 | The Pluto Moment              | 冥王星时刻       | Chun Tai      |        |
| 2018 | Three Husbands                | 三夫             | Mui           |        |
| 2018 | Long Day's Journey into Night | 地球最后的夜晚   | Pager         |        |
| 2018 | Impermanence                  | 云水             | Lin Meimei    |        |
| 2019 | The Wild Goose Lake           | 南方车站的聚会   | Ping Ping     |        |
| TBA  | Shanghai Orphan               | 久别重           |               |        |
| TBA  | 1999                          | 汉语普通话       |               |        |

### Phim ngắn
| Năm  | Tên           | Tên tiếng Trung | Vai     | Gi chú            |
| ---- | ------------- | --------------- | ------- | ----------------- |
| 2013 | Blue & Purple |                 | Mei Mei | Director & writer |
| 2014 | Last Supper   | 最后的晚餐      | Lisa    |                   |

### Truyền hình
| Năm  | Tên        | Tên tiếng Trung | Vai        | Gi chú |
| ---- | ---------- | --------------- | ---------- | ------ |
| 2010 | Cell Phone | 手机            | Niu Caiyun |        |
| 2013 | Hot Mom!   | 辣妈正传        | Fairy      |        |

## Giải thưởng và đề cử
| Năm  | Giải thưởng                                                  | Hạng Mục                         | Tác phẩm         | Kết quả   |
| ---- | ------------------------------------------------------------ | -------------------------------- | ---------------- | --------- |
| 2018 | Giải Kim Mã lần thứ 55                                       | Nữ diễn viên chính xuất sắc nhất | Tam Phu          | Đề cử     |
| 2019 | Giải thưởng Hội phê bình phim Hồng Kông lần thứ 25           | Nữ diễn viên xuất sắc nhất       | Tam Phu          | Đoạt giải |
| 2019 | Giải thưởng Hiệp hội Đạo diễn Hồng Kông lần thứ 30           | Nữ diễn viên xuất sắc nhất       | Tam Phu          | Đoạt giải |
| 2019 | Giải thưởng điện ảnh châu Á lần thứ 13                       | Nữ diễn viên xuất sắc nhất       | Tam Phu          | Đề cử     |
| 2019 | Giải thưởng Điện ảnh Hồng Kông lần thứ 38                    | Nữ diễn viên xuất sắc nhất       | Tam Phu          | Đoạt giải |
| 2019 | Giải thưởng Sổ tay Phim Thanh niên lần thứ 9                 | Nữ diễn viên xuất sắc nhất       | Tam Phu          | Đề cử     |
| 2019 | Giải thưởng Hiệp hội Biên kịch Hồng Kông lần thứ 17          | Nữ diễn viên xuất sắc nhất       | Tam Phu          | Đoạt giải |
| 2019 | Giải thưởng Hiệp hội phê bình phim châu Á lần thứ 21         | Nữ diễn viên xuất sắc nhất       | Tam Phu          | Đề cử     |
| 2019 | Giải thưởng Hiệp hội Đạo diễn Điện ảnh Trung Quốc lần thứ 10 | Nữ diễn viên xuất sắc nhất       | The Pluto Moment | Đề cử     |
| 2019 | Giải thưởng Truyền thông Điện ảnh Trung Quốc lần thứ 19      | Nữ diễn viên phụ xuất sắc nhất   | The Pluto Moment | Đoạt giải |